# Église du Saint-Cœur de Marie de Concarneau
Pour les articles homonymes, voir Église Saint-Cœur-de-Marie.
L'église du Saint-Cœur de Marie était une église catholique située à Concarneau. Commencée en 1912 sur les plans de l'architecte diocésain Charles Chaussepied et demeurée inachevée, elle fut détruite en 1994-1995. Seuls subsistent la tour-clocher (inachevée) et les chapiteaux. Cet édifice est le seul du Finistère à être de style romano-byzantin et à être dédié au Cœur immaculé de Marie.

## Histoire

### Construction
Commencée en 1912, la construction de cet édifice, dont les plans ont été réalisés par l'architecte diocésain Charles Chaussepied (qui s'est inspiré de la basilique Sainte-Sophie d'Istanbul et de la cathédrale Saint-Front de Périgueux), fut interrompue par la Première Guerre mondiale, puis reprise avant d'être fortement ralentie à cause des problèmes liés au terrain ; finalement, l'église fut bénie le 17 mars 1929 en l'absence de l'architecte, et demeura inachevée, malgré plusieurs tentatives,,.

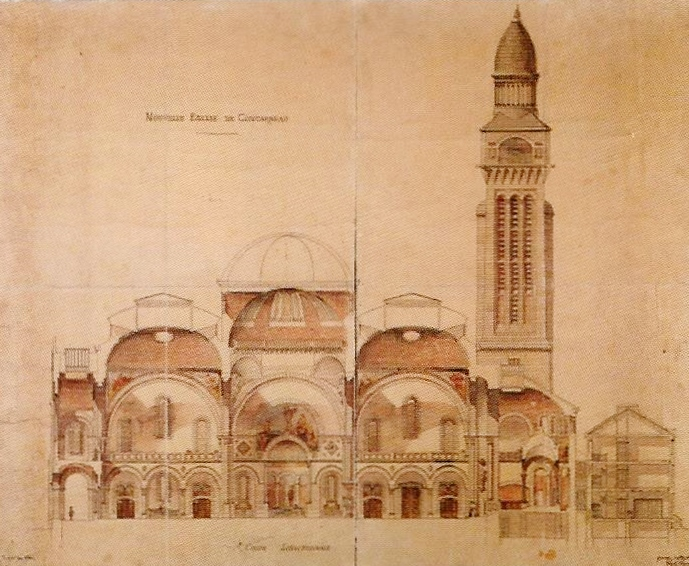
Plan de l'église du Saint-Cœur de Marie par Charles Chaussepied.

### Tempête de 1987 et destruction
Puisque les chapelles latérales du transept, qui devaient soutenir la coupole centrale, n'ont jamais pu être édifiées (alors qu'il était prévu de le faire, dans les années 1950), des fissures apparaissaient dans les murs de l'édifice.
Dès le début des années 1980, le recteur François Jacob prévoit de détruire cette église, jugée « trop vaste » pour le peu de fidèles qui restait ; il a fallu attendre la tempête d'octobre 1987 pour fermer l'édifice et le laisser se dégrader davantage.
C'est alors que Philippe Le Coz et d'autres personnes fondèrent l'association les Amis de l'église Saint-Cœur de Marie de Concarneau pour la préservation de l'édifice.
Comme une des raisons de la destruction de l'église était que cette dernière était « trop vaste » pour les offices et les cérémonies, les membres de l'association présentèrent plusieurs projets, qui consistent à diviser l'intérieur de l'édifice en plusieurs parties, à la paroisse, qui les rejeta tous.
L'association tenta alors, à plusieurs reprises, de faire classer l'édifice, sans succès, tandis que le peintre André Even, auteur des fresques du chœur et du transept (réalisées en 1951), lutta pour la sauvegarde de ses œuvres, en vain.
Finalement, l'église fut détruite « à la boule » en 1994-1995 ; seul subsiste la tour-clocher inachevée et des chapiteaux, à la suite de la demande de Louis-Pierre le Maître et de la Société archéologique du Finistère de les conserver comme « témoins du passé ».
Un nouveau lieu de culte de style contemporain, dédié à Saint Guénolé, fut construit à l'emplacement de l'édifice précédent et inauguré en 1996,,.

## Description
Orienté sud-est – nord-ouest, cet édifice était composé d'un porche s'étendant sur toute la largeur et surmontée d'une tribune, d'une nef de trois travées avec bas-côtés surmontés chacun d'une tribune, d'un transept peu débordant dont la partie centrale était surmonté d'une coupole octogonale sur pendentifs, d'une autre partie également de trois travées avec bas-côtés surmontés chacun d'une tribune, et d'un chœur semi-circulaire au-dessus d'une crypte.

## Mobilier
La décoration intérieure fut peinte en 1951 par Jean-Marie Martin (1922-2012) et André Even (1918-1997). Elle représentait La Vie de Marie, La Nativité et La Mise au tombeau sur une superficie de 300 m2 (œuvres détruites).

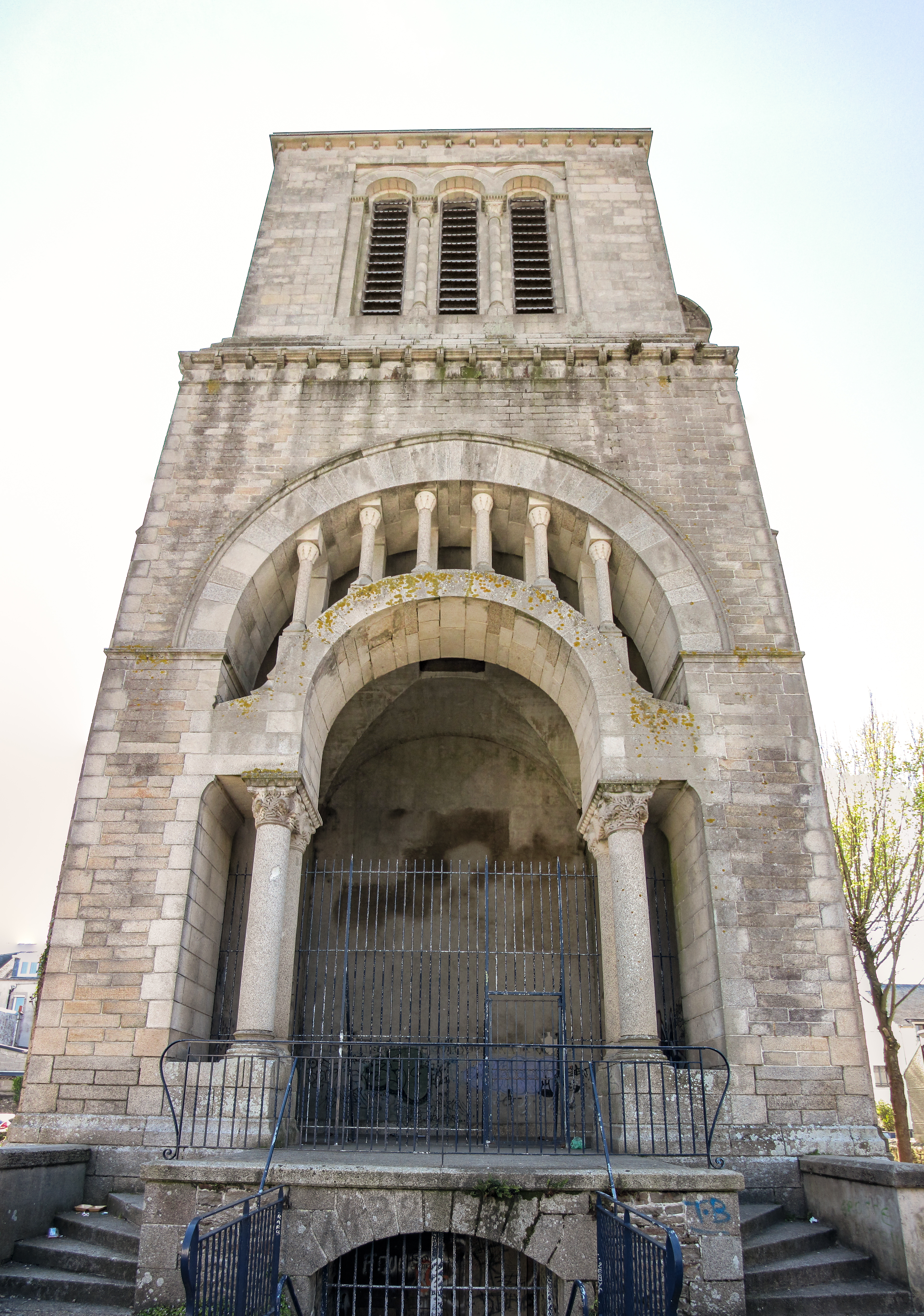
Façade.
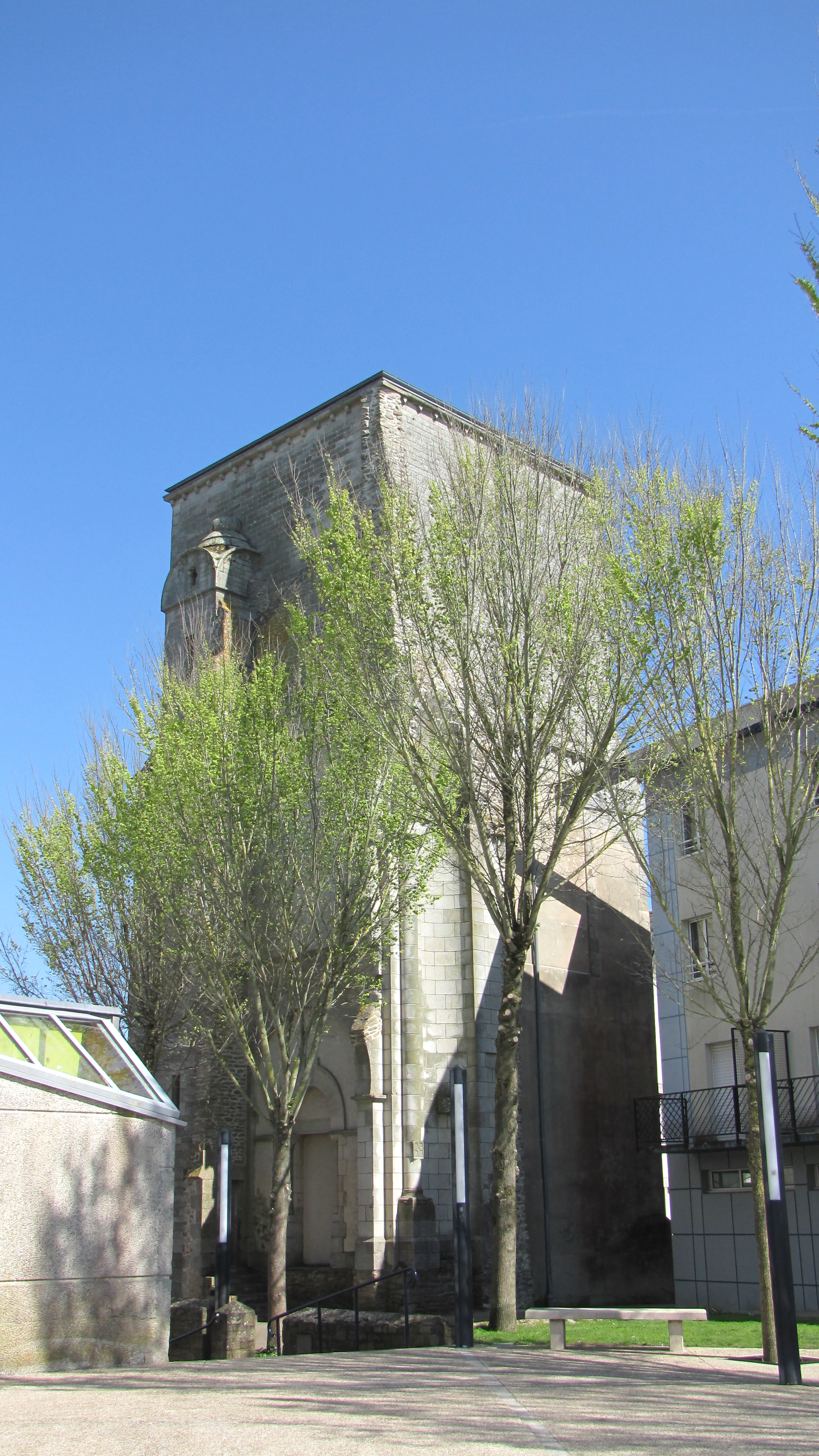
Vue vers l'est.
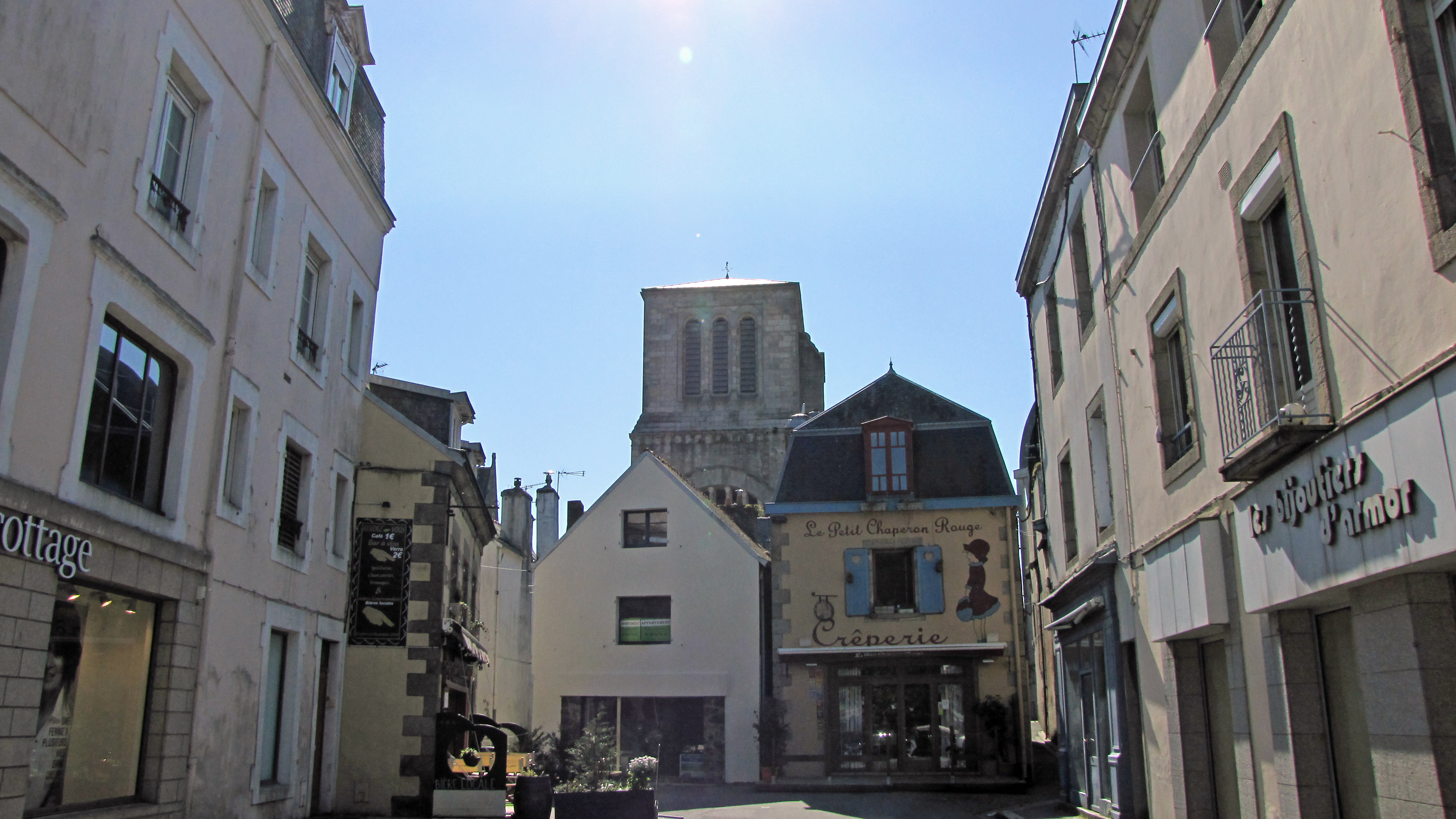
Vue vers l'ouest.
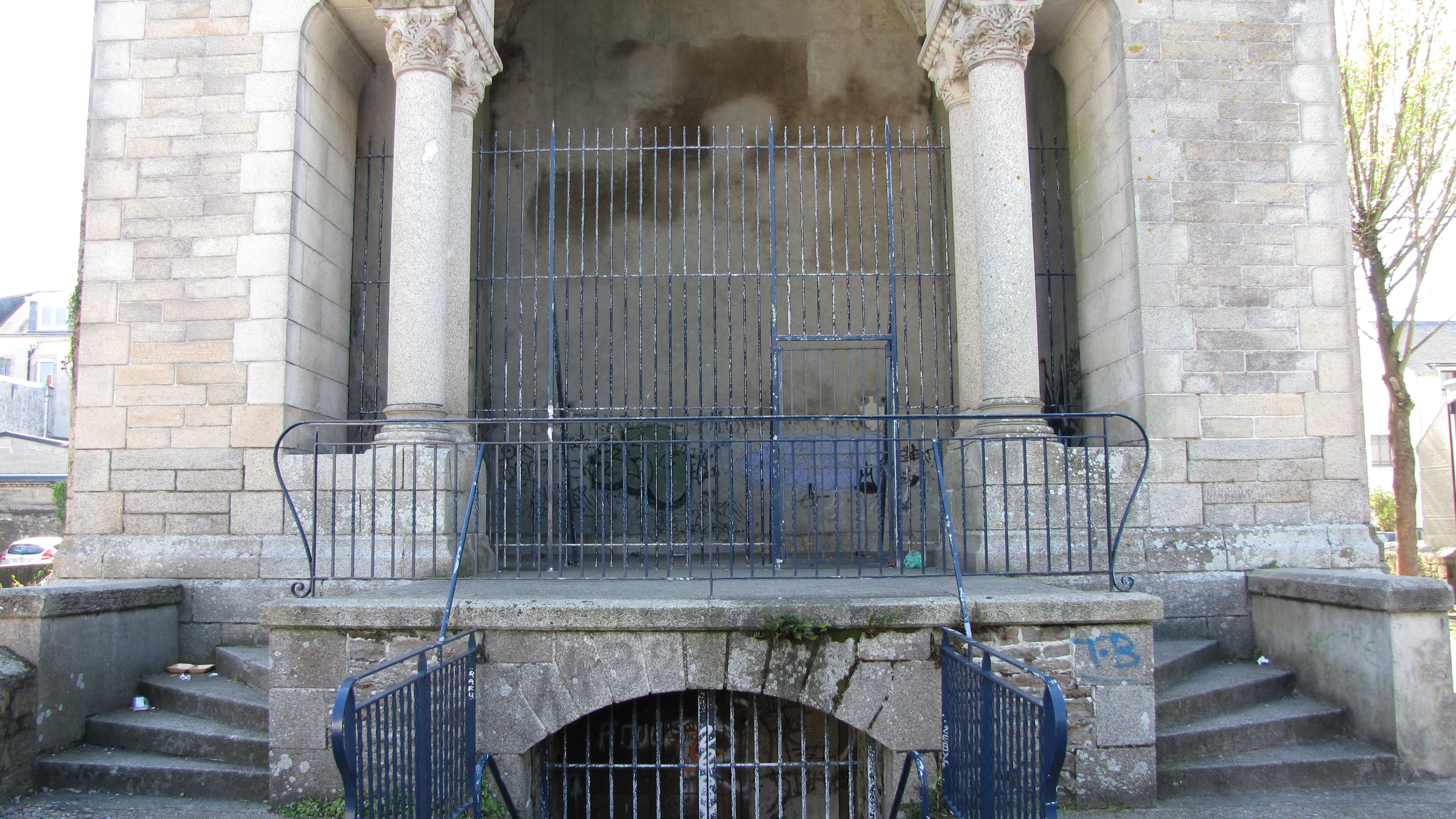
Détail.

#### Ouvrages
- Collectif, Le Patrimoine des communes du Finistère, Paris, éditions Flohic, 1998, 1565 p. (ISBN 2-84234-039-6).
- René Couffon et Alfred Le Bars, Diocèse de Quimper et Léon, nouveau répertoire des églises et chapelles, Quimper, Association diocésaine, 1988 (lire en ligne [PDF])
- Benjamin Sabatier et Marie-Thérèse Cloître, Les reconstructions d'églises paroissiales à Concarneau aux XIXe et XXe siècles, 1999, 224 p.